# Rasti
Rasti – trzeci album polskiej folkowej grupy wokalnej Laboratorium Pieśni, wydany 15 grudnia 2018 przez Soliton. Płyta uzyskała nominację do Fryderyka 2020 w kategorii «Album Roku Muzyka Świata».

## Lista utworów
| Nr  | Tytuł utworu         | Długość |
| --- | -------------------- | ------- |
| 1.  | „Biaroza”            | 10:09   |
| 2.  | „Izgrela mi”         | 5:00    |
| 3.  | „Oj palya”           | 5:15    |
| 4.  | „Karanfilče devojče” | 5:38    |
| 5.  | „Carkoŭka”           | 6:17    |
| 6.  | „Dilmano dilbero”    | 3:39    |
| 7.  | „Jana Turčin”        | 8:27    |
| 8.  | „Rana na Ivana”      | 11:12   |
| 9.  | „Xori/Passa”         | 7:30    |
| 10. | „Rasti”              | 6:45    |
|     |                      | 1:09:52 |

## Wykonawcy
- Laboratorium Pieśni:
  - Alina Jurczyszyn - głos, bęben szamański, instrumenty perkusyjne
  - Kamila Bigus - głos, bęben szamański, skrzypce, rebab turecki
  - Lila Schally-Kacprzak - głos, bęben szamański
  - Magda Jurczyszyn - głos, tamburyn
  - Iwona Bajger - głos, śruti
  - Alina Klebba - głos, instrumenty perkusyjne
  - Karolina Stawiszyńska - głos